# Royston, Hertfordshire
Royston este un oraș în comitatul Hertfordshire, regiunea East of England, Anglia. Orașul se află în districtul North Hertfordshire.